# Asnières-sur-Seine
 Denne artikel omhandler den større franske by Asnières-sur-Seine i departementet Hauts-de-Seine. Opslagsordet har også en anden betydning, se Asnières.
Asnières-sur-Seine (eller blot Asnières, som var det officielle navn indtil 1968) er en fransk kommune og by i departementet Hauts-de-Seine i regionen Île-de-France. Den har ca. 84.000 indbyggere, ligger nordvest for Paris og indgår i Paris' storbyområde. På fransk kaldes indbyggerne Asniérois.

## Demografi
| 1793 | 1800 | 1806 | 1821 | 1831 | 1836 | 1841 | 1846 | 1851  |
| ---- | ---- | ---- | ---- | ---- | ---- | ---- | ---- | ----- |
| 345  | 334  | 316  | 386  | 514  | 556  | 702  | 925  | 1 186 |

| 1856  | 1861  | 1866  | 1872  | 1876  | 1881   | 1886   | 1891   | 1896   |
| ----- | ----- | ----- | ----- | ----- | ------ | ------ | ------ | ------ |
| 1 822 | 3 213 | 5 455 | 6 236 | 8 278 | 11 352 | 15 203 | 19 575 | 24 317 |

| 1901   | 1906   | 1911   | 1921   | 1926   | 1931   | 1936   | 1946   | 1954   |
| ------ | ------ | ------ | ------ | ------ | ------ | ------ | ------ | ------ |
| 31 336 | 36 482 | 42 583 | 49 607 | 52 609 | 63 654 | 71 831 | 72 273 | 77 838 |

| 1962                                                              | 1968   | 1975   | 1982   | 1990   | 1999   | - | - | - |
| ----------------------------------------------------------------- | ------ | ------ | ------ | ------ | ------ | - | - | - |
| 81 768                                                            | 80 113 | 75 431 | 71 077 | 71 850 | 75 837 | - | - | - |
| Tal fra og med 1962 er uden dobbelttælling (sans doubles comptes) |        |        |        |        |        |   |   |   |

## Administration
Byen er opdelt i to kantoner :
- Asnières-sur-Seine-Nord med 43.250 indbyggere
- Asnières-sur-Seine-Sud med 32.384 indbyggere

### Borgmestre
| Periode     | Navn                       | Parti |
| ----------- | -------------------------- | ----- |
| 2008 - nu   | Sébastien Pietrasanta      | -     |
| 1999 - 2008 | Manuel Aeschlimann         | -     |
| 1994 - 1999 | Jean-Frantz Taittinger     | -     |
| 1959 - 1994 | Michel Maurice-Bokanowski  | -     |
| 1790 - 1794 | Pierre Dieudonné Delguèdre | -     |

## Venskabsby
Asnières-sur-Seine har følgende venskabsby:
- Berlin-Spandau, Tyskland (1959)